# Alex Pritchard
Alex Pritchard, född 3 maj 1993 i Orsett, är en engelsk fotbollsspelare som spelar för Süper Lig-klubben Sivasspor.

## Karriär
Den 12 januari 2018 värvades Pritchard av Huddersfield Town, där han skrev på ett 3,5-årskontrakt. Redan dagen efter debuterade Pritchard i en 4–1-förlust mot West Ham United, där han blev inbytt i den 65:e minuten mot Joe Lolley. Den 11 februari 2018 gjorde han sitt första mål för klubben i en 4–1-vinst över Bournemouth.
Den 9 juli 2021 värvades Pritchard av Sunderland, där han skrev på ett tvåårskontrakt.
Den 1 februari 2024 värvades Pritchard av Birmingham City på ett kontrakt till sommaren 2026.
Den 1 juli 2024 värvades Pritchard av turkiska Sivasspor.